# Valea terorii
Valea terorii (în engleză The Valley of Fear) este cel de-al patrulea și ultimul roman polițist scris de Sir Arthur Conan Doyle și avându-l în rolul principal pe detectivul Sherlock Holmes. El a fost publicat inițial sub formă de serial în revista Strand Magazine în perioada septembrie 1914 - mai 1915, apoi într-un volum editat de George H. Doran Company din New York la 27 februarie 1915. 
În prima parte a romanului este descrisă ancheta lui Holmes, care încearcă să dezlege misterul unei crime, iar în cea de a doua parte este povestită viața presupusei victime. Cu o cronologie atipică, în comparație cu celelalte romane din seria Sherlock Holmes, Valea terorii îl readuce în scenă pe maleficul profesor Moriarty, pe care Conan Doyle îl prezentase deja în povestirea "Ultima problemă".